# 江川ダム
江川ダム（えがわダム）は、福岡県朝倉市、一級河川・筑後川水系小石原川（こいしわらがわ）に建設されたダムである。

## 概要
独立行政法人水資源機構筑後川上流総合管理所両筑平野用水管理所が管理するダムで、福岡都市圏や久留米市をはじめとする両筑平野の水道用水、農業用水の水源として建設された高さ79.2メートルの重力式コンクリートダム。寺内ダムや筑後大堰などと共に福岡県福岡市や福岡・筑後・佐賀東部各地方の水がめとして重要な役割を担っている。多目的ダムではあるが治水（洪水調節）目的を持たず、主務官庁に国土交通省は関わっていない。
ダムによって形成された人造湖は上秋月湖（かみあきづきこ）と命名され、2005年（平成17年）に当時の甘木市からの推薦により一般財団法人水源地環境センターが選定するダム湖百選に選ばれている。
江川ダムと寺内ダム、さらに合所ダムを合わせて、筑後大堰において福岡導水を介した福岡地方の9市9町村への各種用水供給、筑後導水を介した筑後地方の6市8町村への上水道・工業用水・農業用水の供給、更に佐賀東部導水を介して佐賀県東部2市17町村への上水道・工業用水・農業用水の水源の一つとしての役割を果たしている。福岡導水・筑後導水の供給割当量（次表）上、重要なダムである。
| 取水者                              | 小計 | 内              | 内                 | 内       | 内       |
| 取水者                              | 小計 | 筑後大堰        | 江川ダム・寺内ダム | 合所ダム | 大山ダム |
| ----------------------------------- | ---- | --------------- | ------------------ | -------- | -------- |
| 福岡地区水道企業団 （福岡導水）     | 23.1 | 0.7             | 14.4               | 2.8      | 5.2      |
| 福岡県南広域水道企業団 （筑後導水） | 15.5 | 1.4             | 6.7                | 1.3      | 6.1      |
| 佐賀東部水道企業団 （佐賀東部導水） |      | 水利権設定あり※ | 水利権設定あり※    | -        | -        |

- ※2018年現在取水量枠ベース
- ※佐賀東部導水は、筑後大堰手前の揚排水機場において渇水期には取水、洪水期には排水を行う。また渇水期には佐賀西部導水により佐賀西部広域水道企業団にも間接的に供給される。

さらに福岡市水道局と朝倉市水道課は本ダム直下流からも直接取水しており（甘水（あもうず）取水場）、2018年現在取水量枠ベースでは福岡市が約9.3万立米/日、朝倉市が約7千立米/日となっている。

## 経緯

### 北部九州の水資源開発
福岡市を始めとする福岡都市圏の地域は戦後急激に人口が増加、工業地域の拡充等で産業も発展し工業用水の需要も高まった。また、両筑平野（福岡平野、筑紫平野）周辺は穀倉地帯でもあり技術革新に伴う農産物の収穫増加に対応するための灌漑整備も急務となった。こうした事から建設省（現・国土交通省）・農林省（現・農林水産省）・通商産業省（現・経済産業省）・九州山口経済連合会と福岡県・佐賀県・大分県・熊本県は、北部九州にわたる筑後川水系の治水および水資源開発を図るために「北部九州水資源開発協議会」を設立し、筑後川水系の「水資源開発促進法」指定を働きかけた。この結果、1964年（昭和39年）10月、筑後川水系は水資源開発水系に指定され、「筑後川水系水資源開発基本計画」が策定された。
江川ダムは利水施設の第1号として1967年（昭和43年）に計画された。

### 江川ダムの整備
江川ダムは1972年（昭和47年）に完成した。型式は重力式コンクリートダム、高さは79.2mで治水機能を持たない利水専用多目的ダムである。目的は福岡都市圏、久留米市などへの上水道供給、両筑平野用水の水源として甘木市等2市3町の農業用水供給である。この後、公団事業の寺内ダム・筑後大堰・山口調整池や農林水産省九州農政局の合所ダムが完成することで両筑地域等への水供給が図られることになる。だが、1978年（昭和53年）の福岡大渇水で江川ダムが枯渇。これを受けて更なる水源整備が計画され、ダム上流の上秋月町栗河内地点の小石原川に小石原川ダムが建設された。

## 上秋月湖

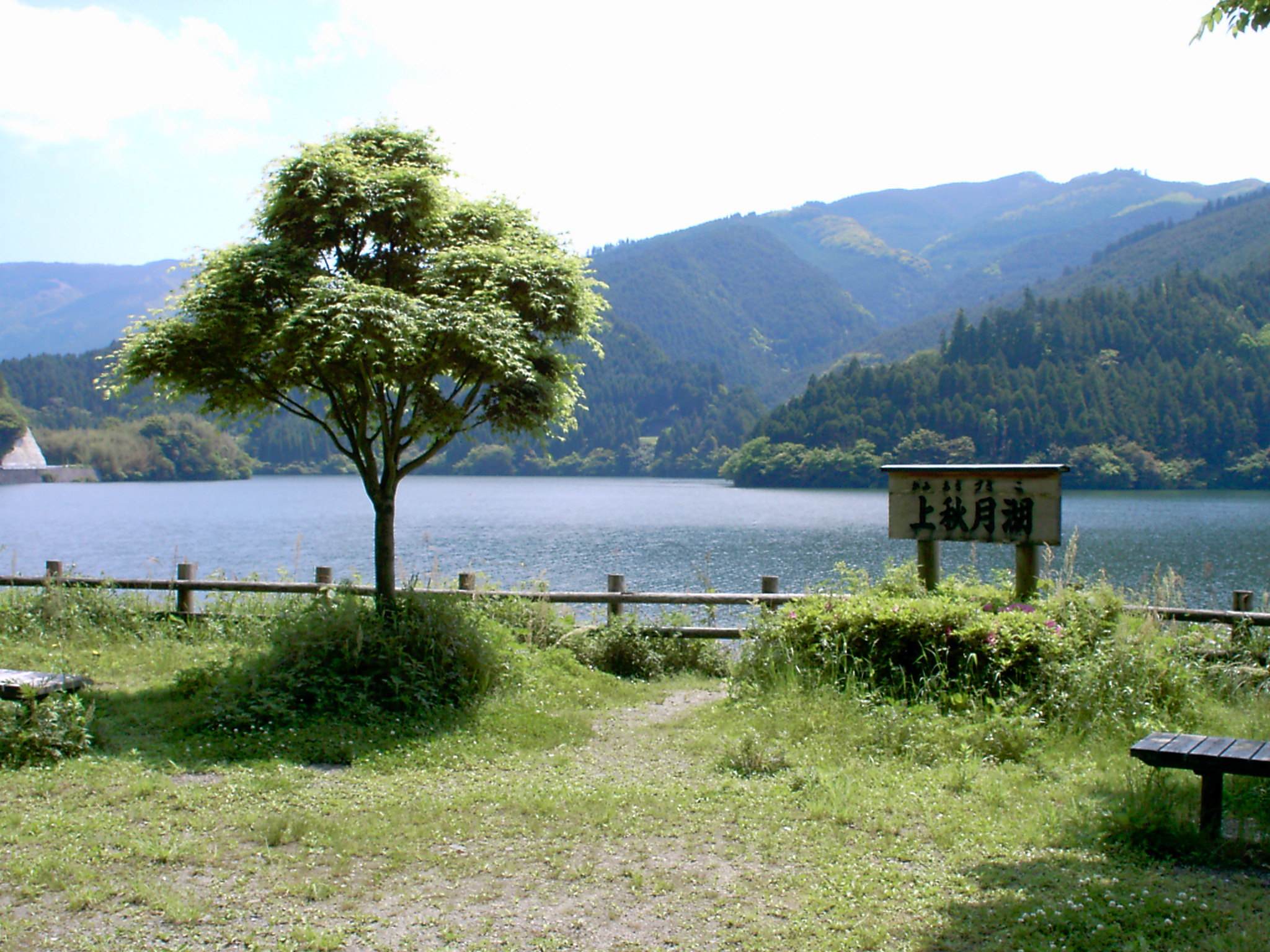
上秋月湖（2002年撮影）

ダムのある上秋月は、かつて「筑前の小京都」と呼ばれ、江戸時代には秋月藩黒田氏5万石の城下町であった秋月より北東に3kmの地点にある。歴史に彩られた町に建設された江川ダムの人造湖は「上秋月湖」と命名され、2005年（平成17年）には寺内ダムの美奈宜湖と共に甘木市の推薦を受けてダム湖百選にも選ばれている。